# Cançoner Vega-Aguiló
Pour les articles homonymes, voir Véga (homonymie) et Aguiló.
Le chansonnier, en catalan, Cançoner Vega-Aguiló, est un recueil contenant essentiellement de la poésie catalane et occitane rédigés par des troubadours de l'entourage de la cour des rois d'Aragon. Les poésies sont écrites essentiellement en provençal ou occitan, bien qu'il existe aussi des pièces en castillan et en français. 
Le chansonnier est conservé en deux volumes, manuscrits 7 et 8, de quelque 400 feuillets, à la Bibliothèque nationale de Catalogne. Il a été copié dans les années 1420 à 1430. Il a dû être composé dans l'entourage de la chancellerie de la cour de Barcelone des premières décennies de la dynastie des Trastamare.
Ce chansonnier est important car il est l'unique document ayant transmis les œuvres de nombreux poètes catalans de la seconde moitié du XIVe siècle et du premier quart du XVe siècle. Il comprend aussi des œuvres de troubadours des XIIe et XIIIe siècles, des compositions françaises, des poésies narratives catalanes en novas rimadas, et un groupe d'une quinzaine de pièces lyriques de style troubadour. Ce dernier groupe est intéressant du point de vue linguistique, entre l'occitan classique et une langue hybride occitano-catalane, entre la lyrique des troubadours et celle des poètes antérieurs à Ausiàs March.

## Liste de poètes ayant des œuvres dans le chansonnier Vega-Aguiló
- Uguet del Vallat
- Gilabert de Próixita
- Pere March
- Andreu Febrer
- Melcior de Gualbes
- Lluís Pons d'Icart
- Rajadell
- Arnau March
- Jordi de Sant Jordi
- Joan Basset
- Gabriel Ferrús
- Guerau de Massanet
- Jaume Bonet
- Joan d'Olivella
- A. de Montanyans
- Francesc de la Vía
- Narcís de Sant Dionís
- Jacme Escrivà
- Joan Sesavasses
- Pardo
- Ivany
- Peyre de Rius
- Guillem de Cabestany
- Peire Cardenal
- Raimond-Bérenger IV de Provence
- Cadenet
- Arnaut de Mareuil
- Blacasset
- Folquet de Marseille
- Uc de Saint-Circ
- Peire Vidal
- Peire Català
- Bernard de Ventadour
- Jutge d'Aurena
- Arnaut Daniel
- Guilhèm de Sant Leidier
- Pierre III d'Aragon, dit le grand
- Reine de Majorque, épouse de Jacques III de Majorque
- Rigaut de Barbezieux
- Pistoleta
- Pons d'Ortafa
- Raimbaut de Vaqueiras
- Capellà de Bolquera
- Guilhem de Montanhagol
- Cerverí de Girona
- Joan Ramon Ferrer
- Bernat de Palaol
- Aimeric de Péguilhan
- Joseta
- Pere Tresfort
- Bernat Metge
- Vicenç Comes
- Guillem de Torroella
- Guillaume de Machaut
- Oton de Grandson
- Jean de Garencières
- Raimon de Cornet
- Lesparre
- Figueres